# Шкмерули
Шкмерули (или чкмерули; груз. შქმერული)  — блюдо западно-грузинской кухни, представляющее собой жареную курицу в молочно-чесночном соусе.

## История
Родина блюда — село Шкмери (Онский муниципалитет) в высокогорной области Рача на западе Грузии. Предание  гласит, что автором блюда стал местный придворный повар по имени Гловери, от которого правитель потребовал новое блюдо, которое тот и соорудил «из того что было под рукой», добавив к обычной курице вновь созданный соус на основе молока с чесноком и приправами. По другой версии, блюдо придумал кто-то из местных крестьян — но, опять-таки, «из того что было под рукой». В итоге шкмерули стало популярным блюдом грузинской кухни.

## Ингредиенты
Стандартные ингредиенты — тушка курицы (оптимальный вариант — цыплёнок), молоко (или не очень жирные сливки), чеснок, соль и немного растительного масла. Некоторые повара предлагают более пикантный вариант блюда, куда могут добавляться, к примеру, сливочное масло и аджика, а из сухих приправ — молотый кориандр, уцхо-сунели и сванская соль.

## Приготовление
В классическом рецепте шкмерули готовится на кеци (грузинская сковорода из глины) и на углях. В домашних условиях можно использовать обычную сковороду, а в некоторых рецептах даже предлагается использование духовки.
Курицу обильно смазывают растительным маслом, натирают солью и приправами и кладут на сковородку. Пока мясо жарится, делается соус: в кипящее молоко добавляется давленный чеснок (некоторые добавляют немного жира, вытопленного из курицы при жарке). Готовая курица разделывается на куски, которые отправляются в сотейник с соусом (иногда предлагается обратный процесс: соусом заливаются готовые куски курицы). Блюдо будет готово через 3-4 минуты при низком или выключенном огне. 
К шкмерули принято подавать кинзу и овощи, а также хлеб.